# Splitska čakavština
Splitski govor (splitska čakavština), čakavski govor s područja grada Splita, predstavlja zaštićeno kulturno dobro.

## Opis dobra
Splitski govor (splitska čakavština) pripada južnočakavskom, odnosno ikavskom dijalektu čakavskoga narječja. Zemljopisno je područje ikavskoga dijalekta svedeno u njegovu kopnenome dijelu na uzak i isprekidan pojas uz more. Južnočakavski – ikavski se dijalekt proteže od Petrčana do Zadra te od Biograda do Vodica, a u sjevernoj Dalmaciji od Primoštena do Rogoznice, preko Trogira, Kaštela, Splita sve do Poljica. Gradski su govori, pa tako i splitski, više predmet sociolingvističkih nego dijalektoloških istraživanja jer oni su izloženiji različitim utjecajima. Nositelji splitskoga čakavskog govora danas jesu stanovnici grada Splita, „fetivi“ Splićani, Splićani „od kolina“. Jezik se mijenja i dosadašnje opise splitskog govora valja nastaviti istraživati te nadopunjavati novijim istraživanjima. Radi aktivnosti na očuvanju i promociji splitskog govora osnovana je Udruga za očuvanje baštine splitske čakavštine „Marko Uvodić Splićanin“. Cilj Udruge je obrazovanje djece po školama, osnivanje izdavačke kuće za tiskanje mjesečnoga dječjega lista na čakavskom koji bi bio dostupan osnovnim školama, profesorima i ostalim građanima, ljubiteljima splitskog govora.

## Zaštita
Pod oznakom Z-5902 zaveden je pod vrstom "nematerijalna kulturna baština", pravna statusa zaštićena kulturnog dobra, klasificirano kao "usmena predaja, izričaji i govori".

## Umjetnost
popis nepotpun
Književnost
- Marija Kuzmanić Kurta
- Tonči Petrasov Marović
- Miljenko Smoje